# Augusta Zadow
Christiane Susanne Augustine "Augusta" Zadow (de soltera Hofmeyer; 27 de agosto de 1846 - 7 de julio de 1896) fue una sindicalista germano-australiana.

## Biografía
Zadow nació en Runkel en el Ducado de Nassau, se educó en el Seminario de Damas, Wiesbaden-Biebrich, y después de sus estudios se convirtió en institutriz. Para 1868, trabajaba como sastre en Londres, Inglaterra. Conoció a su esposo Christian Wilhelm Zadow, un sastre y refugiado político de Alemania, en Londres. La pareja se casó en 1871 y viajó a Australia con su hijo pequeño en Robert Lees, llegando a Adelaida, Australia del Sur, en 1877.

## Actividades sindicales
En Adelaida, se convirtió en defensora de las mujeres que trabajaban en fábricas de ropa. Fue una de las principales contribuyentes al establecimiento del Sindicato de Mujeres Trabajadoras en 1890 y fue delegada en el United Trades and Labor Council of South Australia. Mary Lee, David Charleston y Zadow prepararon una lista de salarios y precios justos para su uso en la región. 
Habló a favor del sufragio femenino y fue partidaria de la Liga de Sufragio Femenino y de Mary Lee. 
Después de la franquicia de mujeres en el sur de Australia en 1894, fue nombrada inspectora de fábrica por el gobierno de Charles Kingston. Inspeccionó fábricas y monitoreó las condiciones de trabajo para mujeres y menores. 

## Vida personal
Falleció debido a hematemesis después de una enfermedad de influenza en 1896 mientras preparaba un informe sobre la Ley de Fábricas. Fue enterrada en el cementerio de West Terrace. 

## Reconocimiento
La beca Augusta Zadow se formó en su honor en 1994. Se otorga anualmente a personas involucradas en cuestiones de salud y seguridad de las mujeres en el sur de Australia.